# Вознесенська волость (Бердянський повіт)
Вознесенська волость — історична адміністративно-територіальна одиниця Бердянського повіту Таврійської губернії.
Станом на 1886 рік складалася з 5 поселень, 5 сільських громад. Населення — 4268 осіб (3300 чоловічої статі та 3286 — жіночої), 1029 дворових господарств.
|                     | Площа, десятин | У тому числі орної, дес. |
| ------------------- | -------------- | ------------------------ |
| Сільських громад    | 23410          | 14983                    |
| Приватної власності | 689            | 293                      |
| Казенної власності  | 5272           | 857                      |
| Іншої власності     | 150            | 100                      |
| Загалом             | 33544          | 17290                    |

Поселення волості:
- Вознесенка;
- Пригірря;